# Otomops formosus
Otomops formosus is een vleermuis uit het geslacht Otomops die voorkomt op het Indonesische eiland Java. Deze soort lijkt sterk op Wroughtons vrijstaartvleermuis (O. wroughtoni) uit India en Cambodja, maar is iets kleiner. Of het hier werkelijk om twee aparte soorten gaat, is onduidelijk. De kop-romplengte bedraagt 82,5 tot 86 mm, de staartlengte gemiddeld 39,3 mm, de achtervoetlengte gemiddeld 10,5 mm, de voorarmlengte 57,4 tot 58,4 mm en de oorlengte gemiddeld 29,0 mm.